# Massacre de Yelwa
Le massacre de Yelwa des 2 et 3 mai 2004, à Yelwa (Plateau), au Nigeria, ont fait au moins 630 morts, d’après les décomptes de la Croix-Rouge, et d’autres témoins.
Ce massacre s'inscrit dans une vague de violences intercommunautaires au Nord du Nigéria, qui touche également la zone située entre Yelwa et Shendam, ainsi que la ville de Kano (200 chrétiens tués les 11 et 12 mai). Le 24 février 2004, plus de 75 chrétiens avaient été tués par des musulmans armés à Yelwa, donc 48 à l'intérieur de la parcelle d'une église.
Le 18 mai 2004, le président Olusegun Osinbajo déclare l'état d'urgence dans l'État de Plateau.
Un rapport de Human Rights Watch sur ce cycle de violence est publié en mai 2005.